# 고혜정
고혜정(1968년 7월 4일 ~ )은 대한민국의 방송 작가 및 극작가이다.

## 약력
- 1968년 7월 4일 전라북도 정읍시 출생
- 1990년 서울예술대학교 문예창작과
- 1991년 KBS 코미디작가 공채
- 2009년 대한민국 국회대상 연극부문 수상

## 집필 작품

### 텔레비전 드라마
- 《엄마는 출장중》 (KBS2, 1996년 10월 7일 ~ 1996년 11월 12일)
- 《미아리 일번지》 (SBS, 1997년 6월 30일 ~ 1997년 7월 18일) (중도하차)
- 《여자는 왜?》 (KBS2)(중도합류)

### 영화
- 《친정엄마》 원작

### 연극
- 《뮤지컬 친정엄마》
- 《여보, 고마워》

### 도서
- 《네모천사 경림이》 (아름다운 사람, 2001년 8월 30일)
- 《친정엄마》 (나남, 2004년 8월 7일)
- 《엄마! 사랑해요》 (함께, 2004년 12월 30일)
- 《줌데렐라》 (추수밭, 2006년 3월 10일)
- 《여보 고마워》 (눈과마음, 2006년 10월 15일)
- 《친정엄마와 2박 3일》 (나남, 2007년 3월 30일)
- 《엄마 김영순》 (21세기 북스, 2012년 9월 12일)